# Jardín Botánico de los Parques Regionales
El Jardín Botánico de los Parques Regionales en inglés: Regional Parks Botanic Garden es un jardín botánico de 40 000 m² cuadrados (10 acres) de extensión, que alberga a especies de plantas nativas del estado de California, que se encuentra en Berkeley, California. 
El código de identificación del Regional Parks Botanic Garden como miembro del "Botanic Gardens Conservation Internacional" (BGCI), así como las siglas de su herbario es RPBG.

## Localización
Se encuentra localizado en el Parque Regional Tilden en las Colinas Berkeley, al este de Berkeley, con vistas panorámicas sobre la Bahía de San Francisco.
Regional Parks Botanic Garden Tilden Regional Park, Wildcat Canyon Road and South Park Drive, California 94701  Berkeley, Alameda county CA 94701 California, United States of America-Estados Unidos de América.
Planos y vistas satelitales.37°53′35.88″N 122°14′36.96″O / 37.8933000, -122.2436000
Altitud: 210.00 m s. n. m.
Se encuentra abierto al público en las horas de luz del día, todos los días del año excepto en Día de Año Nuevo, Día de Acción de Gracias, y Navidad.

## Historia
El jardín botánico fue fundado el 1 de enero, de 1940. 

## Colecciones
El jardín botánico alberga unos especímenes notables entre los que se casi todas las coníferas y los robles que se desarrollan en el estado, una buena colección de lilas silvestres y especies de Ceanothus, quizás la colección más completa en  California de manzanitas, una colección en  expansión de Tussokes nativos de California y otra de plantas  acuáticas, además de representantes de unas 300 plantas vasculares raras o en peligro de extinción de California.
Sus colecciones están agrupadas en secciones que corresponden a las distintas ecorregiones de California :
- Sur de California
- Shasta-Klamath
- Valley-Foothill
- Santa Lucía
- Channel Islands
- Sierra
- Redwood Empire
- Sea Bluff
- Bosque lluvioso del Pacífico
- Franciscan

Y las subsecciones de, 
- Dunas Antioch
- Dunas Costeras
- Ciénaga

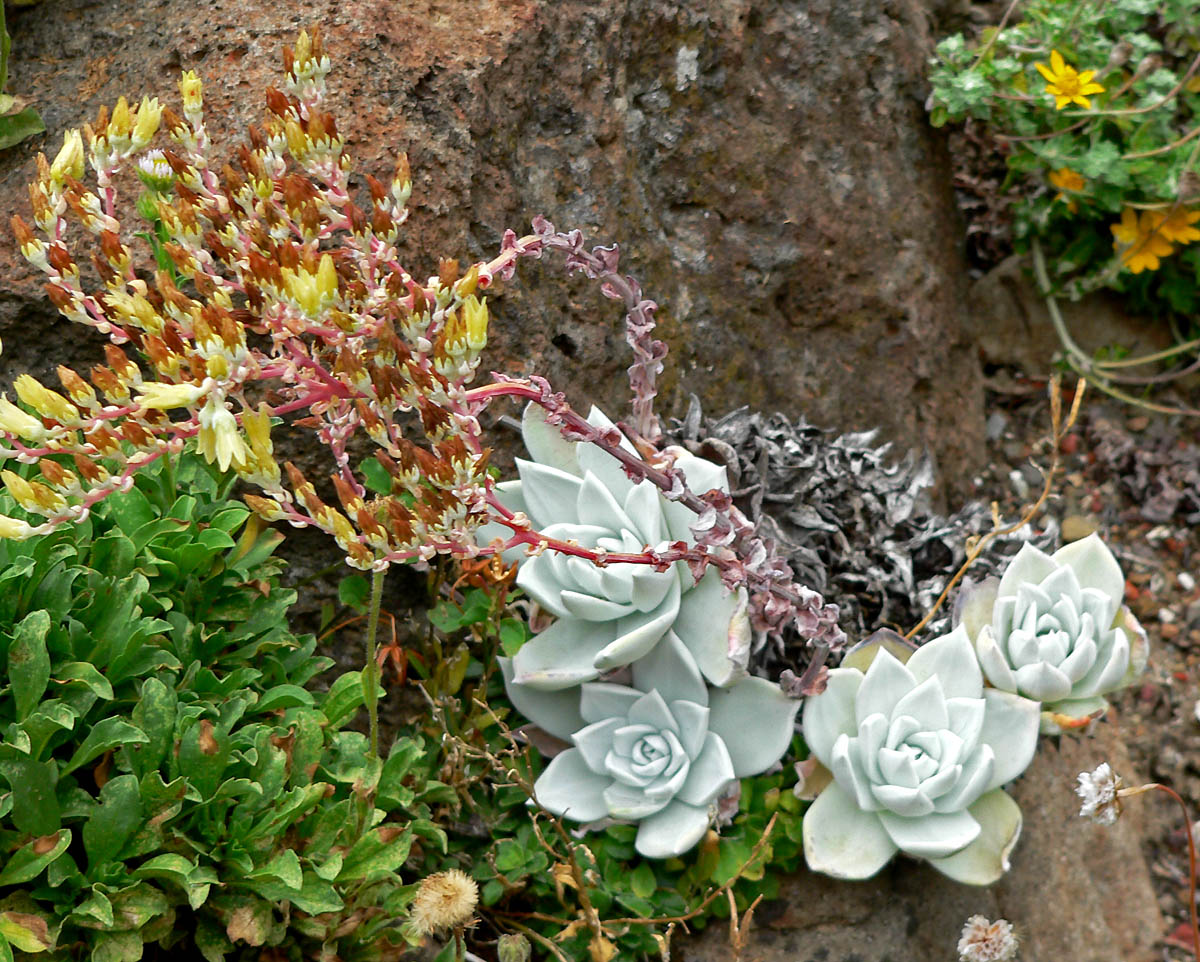
Dudleya farinosa planta nativa de California.

Entre las plantas que se han recolectado de su medio natural y se cultivan en el jardín : Garrya (silktassels), manzanitas, Oemleria cerasiformis (osoberry), Grossulariaceae (currants), Berberis (barberries), Aristolochia (Dutchman's pipe), Ribes uva-crispa (gooseberry) con flores parecidas a la fuchsia,  Cyrilla (western leatherwood), scoliopus, Cercis (redbud), Eschscholzia californica (California poppy), trillium, shooting stars, Erysimum (wallflowers), fritillarias, fawn lilies, Arabis (rock cress), Salix (pussy willows),  rhododendron, Trichostema lanatum (woolly blue curls), Physocarpus (ninebark), spiraea de montaña, Ilex (summer holly), ceanothus, Chinese houses, iris, styrax, blazing star, Mimulus (monkeyflowers), fremontias, carpenteria, tidy tipss, Dendromecon rigida (bush poppies), brodiaeas, mariposa tulips, cactus, clarkias, mock orange, western azalea, Romneya (matilija poppy), Epilobium angustifolium (fireweed), ocean spray, sweet shrub, columbines, penstemons, scarlet mimulus, buckwheats, evening primroses, gums, larkspur, lupines, California fuchsias, tarweeds, hibiscus, helianthus, snowberries, Arbutus (madrone), Populus (cottonwoods), robles caducifolios, Cornus (dogwoods), Crataegus, y Acer circinatum (vine maple).